# Course en ligne féminine aux championnats du monde de cyclisme sur route 1974
Navigation
1973 1975
La course en ligne féminine aux championnats du monde de cyclisme sur route 1974 a lieu le 24 août 1974 à Montréal au Canada. Cette édition est remportée par la Française Geneviève Gambillon.

## Classement
|                                    | Coureuse                   | Pays             |    | Temps           |
| ---------------------------------- | -------------------------- | ---------------- | -- | --------------- |
| Médaille d'or, Coupe du Monde      | Geneviève Gambillon        | France           | en | 1 h 47 min 36 s |
| Médaille d'argent, Coupe du Monde  | Bajba Tsaune               | Union soviétique | +  |                 |
| Médaille de bronze, Coupe du Monde | Keetie van Oosten-Hage     | Pays-Bas         |    |                 |
| 4                                  | Mariette Laenen            | Belgique         |    |                 |
| 5                                  | Beryl Burton               | Royaume-Uni      |    |                 |
| 6                                  | Valentina Rebrovskaja      | Union soviétique |    | 3 min 1 s       |
| 7                                  | Willy Kwantes              | Pays-Bas         |    | 3 min 1 s       |
| 8                                  | Nicole Vandenbroeck        | Belgique         |    | 3 min 1 s       |
| 9                                  | Valentina Kuznetsova       | Union soviétique |    | 3 min 1 s       |
| 10                                 | Christiane Goeminne        | Belgique         |    | 4 min 17 s      |
| 11                                 | Minie Brinkhoff            | Pays-Bas         |    | 4 min 24 s      |
| 12                                 | Ludmilla Markelova         | Union soviétique |    | 4 min 24 s      |
| 13                                 | Sylvianne Junal            | France           |    | 4 min 24 s      |
| 14                                 | Asta Forsell               | Finlande         |    | 4 min 24 s      |
| 15                                 | Marja-Leene Huhtiniemi     | Suède            |    | 4 min 24 s      |
| 16                                 | Lejane Cahard              | France           |    | 4 min 24 s      |
| 17                                 | Josiane Bost               | France           |    | 4 min 24 s      |
| 18                                 | Mary Jane Reoch            | États-Unis       |    | 4 min 24 s      |
| 19                                 | Elisabeth Camus            | France           |    | 4 min 42 s      |
| 20                                 | Bella Van der Spiegel-Hage | Pays-Bas         |    | 4 min 42 s      |
| 21                                 | France Richer              | Canada           |    | 5 min 42 s      |
| 22                                 | Hannah North               | États-Unis       |    | 5 min 42 s      |
| 23                                 | Marilyn Freeman            | Canada           |    | 10 min 24 s     |
| 24                                 | Nel Streef                 | Pays-Bas         |    | 11 min 20 s     |
| 25                                 | Jane McVeigh               | Canada           |    | 11 min 46 s     |
| 26                                 | Linda Stein                | États-Unis       |    | 11 min 55 s     |
| 27                                 | Margaret Hansen            | Canada           |    | 12 min 0 s      |
| 28                                 | Annick Chapron             | France           |    | 17 min 4 s      |
| 29                                 | Patsy Sheehy               | Irlande          |    | 18 min 42 s     |
| 30                                 | Alma Gonzalez Flores       | Mexique          |    | 31 min 45 s     |